# Кладбище Сэд-Хилл
Кладбище Сэд-Хилл ( исп. Cementerio de Sad Hill  ; итал. Cimitero di Sad Hill   ) - туристический объект и бывшее место съёмок фильмов, спроектированное Карло Сими в 1966 году  и построенное испанской армией.

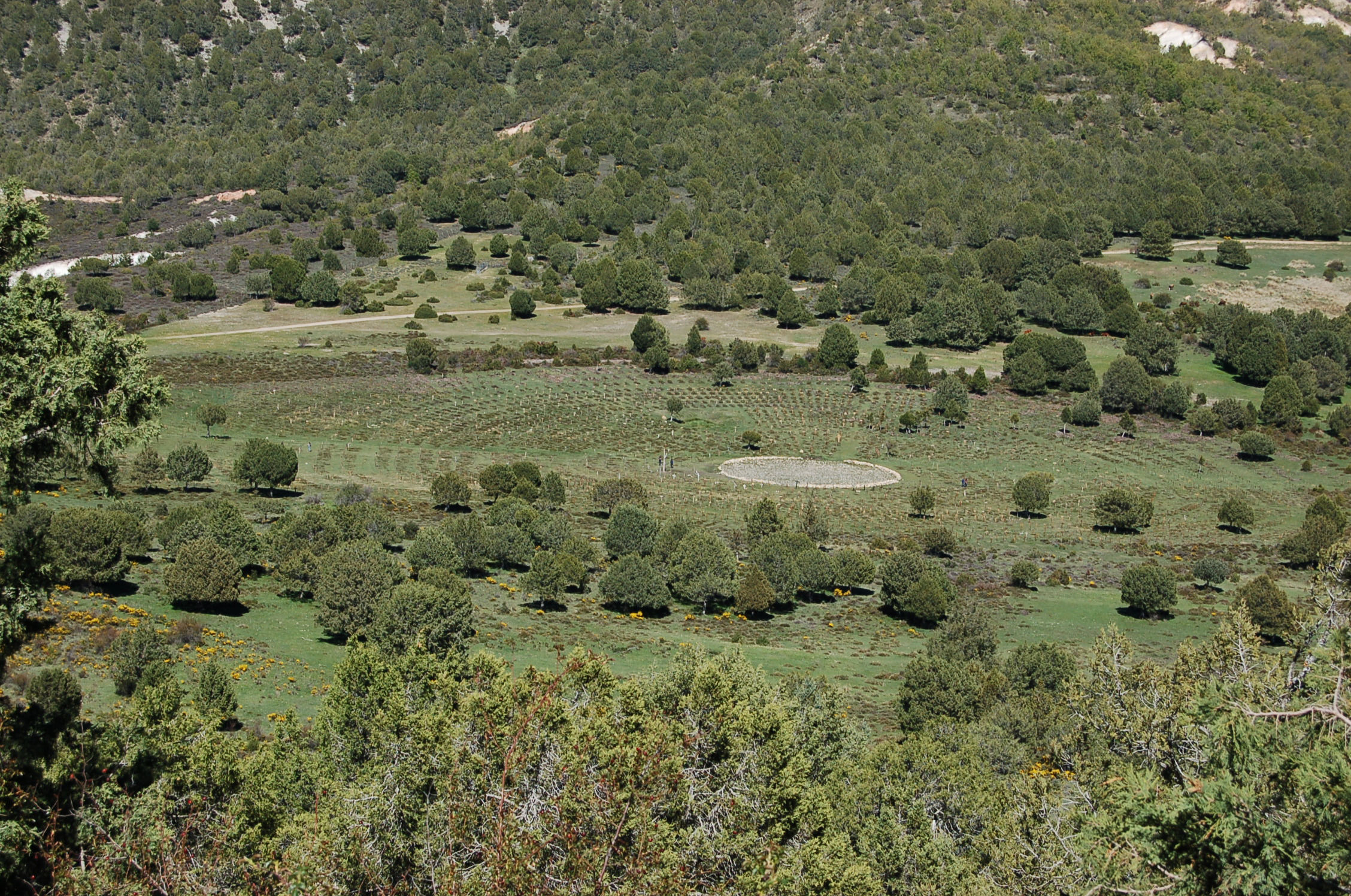
Сэд-Хилл с высоты птичьего полета. Круг в центре — место эпического мексиканского противостояния между охотником за головами Блонди, бандитом Туко Рамиресом и наёмником Ангельскими Глазками.

## Значение
Именно здесь снимался последний эпизод фильма «Хороший, плохой, злой» (1966). Через 49 лет после съёмок кладбище было перестроено. Реконструкция была зафиксирована в документальном фильме Гильермо де Оливейры « Раскопанный Сэд-Хилл » (2017).

## Статус
В 2017 году Культуная Ассоциация Сэд-Хилл планировала объявить кладбище объектом культурного наследия.

## Внешние ссылки
- acsadhill.es — официальный сайт Кладбище Сэд-Хилл
- Кладбище Сэд-Хилл в X